# 2016-os MTV Movie Awards
A 2016-os MTV Movie Awards díjátadó ünnepségét 2016. április 9-én tartották a kaliforniai Warner Brothers Studios-ban, a házigazda Kevin Hart és 
Dwayne Johnson volt. A műsort az MTV, az MTV2, a VH1, a CMT, a BET, a VH1 Classic, a TV Land, a Comedy Central és a Logo csatorna közvetítette.

## Díjazottak és jelöltek
A nyertesek a táblázat első sorában, félkövérrel vannak jelölve.
| Legjobb film | Áttörő előadás |
| --- | --- |
| - Star Wars: Az ébredő Erő - Bosszúállók: Ultron kora - Creed: Apollo fia - Deadpool - Jurassic World - Egyenesen Comptonból | - Daisy Ridley – Star Wars: Az ébredő Erő - John Boyega – Star Wars: Az ébredő Erő - O'Shea Jackson, Jr. – Egyenesen Comptonból - Dakota Johnson – A szürke ötven árnyalata - Brie Larson – A szoba - Amy Schumer – Kész katasztrófa                                                                                    |
| Legjobb színész | Legjobb színésznő |
| - Leonardo DiCaprio – A visszatérő - Matt Damon – Mentőexpedíció - Michael B. Jordan – Creed: Apollo fia - Chris Pratt – Jurassic World - Ryan Reynolds – Deadpool - Will Smith – Sérülés | - Charlize Theron – Mad Max – A harag útja - Morena Baccarin – Deadpool - Anna Kendrick – Tökéletes hang 2. - Jennifer Lawrence – Joy - Daisy Ridley – Star Wars: Az ébredő Erő - Alicia Vikander – Ex Machina |
| Legjobb hős | Legjobb gonosz |
| - Jennifer Lawrence – Az éhezők viadala: A kiválasztott – Befejező rész - Chris Evans – Bosszúállók: Ultron kora - Dwayne Johnson – Törésvonal - Daisy Ridley – Star Wars: Az ébredő Erő - Paul Rudd – A Hangya - Charlize Theron – Mad Max – A harag útja                                                   | - Adam Driver – Star Wars: Az ébredő Erő - Tom Hardy – A visszatérő - Samuel L. Jackson – Kingsman: A titkos szolgálat - Hugh Keays-Byrne – Mad Max – A harag útja - Ed Skrein – Deadpool - James Spader – Bosszúállók: Ultron kora                                                                                     |
| Legjobb csók | Legjobb harc |
| - Rebel Wilson és Adam DeVine – Tökéletes hang 2. - Morena Baccarin és Ryan Reynolds – Deadpool - Dakota Johnson és Jamie Dornan – A szürke ötven árnyalata - Leslie Mann és Chris Hemsworth – Vakáció - Margot Robbie és Will Smith – Focus – A látszat csal - Amy Schumer és Bill Hader – Kész katasztrófa | - Ryan Reynolds vs. Ed Skrein – Deadpool - Leonardo DiCaprio vs. a medve – A visszatérő - Robert Downey Jr. vs. Mark Ruffalo – Bosszúállók: Ultron kora - Melissa McCarthy vs. Nargis Fakhri – A kém - Daisy Ridley vs. Adam Driver – Star Wars: Az ébredő Erő - Charlize Theron vs. Tom Hardy – Mad Max – A harag útja |
| Legjobb akcióbeli alakítás | Legjobb virtuális alakítás |
| - Chris Pratt – Jurassic World - John Boyega – Star Wars: Az ébredő Erő - Vin Diesel – Halálos iramban 7. - Dwayne Johnson – Törésvonal - Jennifer Lawrence – Az éhezők viadala: A kiválasztott – Befejező rész - Ryan Reynolds – Deadpool                                                                   | - Amy Poehler – Agymanók - Jack Black – Kung Fu Panda 3. - Seth MacFarlane – Ted 2. - Lupita Nyong'o – Star Wars: Az ébredő Erő - Andy Serkis – Star Wars: Az ébredő Erő - James Spader – Bosszúállók: Ultron kora |
| Legjobb dokumentumfilm | Legjobb igaz történet |
| - Amy: Az Amy Winehouse-sztori - Cartel Land - He Named Me Malala - The Hunting Ground - Mi történt, Miss Simone? - A mi falkánk | - Egyenesen Comptonból - A nagy dobás - Sérülés - Joy - A visszatérő - Steve Jobs |
| Leghumorosabb alakítás | Legjobb csapat |
| - Ryan Reynolds – Deadpool - Will Ferrell – Keményítőkúra - Kevin Hart – Pofázunk és végünk Miamiban - Melissa McCarthy – A kém - Amy Schumer – Kész katasztrófa - Rebel Wilson – Tökéletes hang 2. | - Tökéletes hang 2. - Bosszúállók: Ultron kora - Halálos iramban 7. - Az éhezők viadala: A kiválasztott – Befejező rész - Star Wars: Az ébredő Erő - Kész katasztrófa |

### Comedic Genius Award
- Melissa McCarthy

### MTV Generation Award
- Will Smith

## Statisztika

### Egynél több jelöléssel bíró filmek
- 11 jelölés: Star Wars: Az ébredő Erő
- 8 jelölés: Deadpool
- 6 jelölés: Bosszúállók: Ultron kora
- 4 jelölés: Mad Max – A harag útja, Tökéletes hang 2., A visszatérő, Kész katasztrófa
- 3 jelölés: Az éhezők viadala: A kiválasztott – Befejező rész, Jurassic World, Egyenesen Comptonból
- 2 jelölés: Sérülés, Creed: Apollo fia, A szürke ötven árnyalata, Halálos iramban 7., Joy, Törésvonal, Akém

### Egynél több díjjal bíró filmek
- 3 díj: Star Wars: Az ébredő Erő
- 2 díj: Tökéletes hang 2., Deadpool